# Grand Prix de Plouay 2010
La 74e édition du Grand Prix de Plouay a lieu le 22 août 2010. Il s'agit de la 14e épreuve de l'UCI ProTour 2010 et de la 21e épreuve du Calendrier mondial UCI 2010. La victoire est revenue au sprint à l'Australien Matthew Goss (Team HTC-Columbia).

## Parcours
Le Grand Prix de Plouay est organisé sur un circuit à parcourir 13 fois et non plus 12. La course qui compte donc un tour de plus que les éditions précédentes est d'une longueur totale de 248,3 kilomètres à travers la ville de Plouay et la campagne environnante de la Bretagne. Le parcours est très vallonné avec plus de 4000 m de dénivelé. On note notamment les côtes du Lézo (ancienne arrivée des championnats du monde 2000), de Ti-Marrec particulièrement usantes pour les coureurs.
Les coureurs s'accordent à dire que la course est longue et usante.

## Équipes participantes
Les 18 équipes ProTour sont présentes sur cette course, ainsi que sept équipes continentales professionnelles : BBox Bouygues Telecom, BMC Racing, Cervélo TestTeam, Cofidis, Saur-Sojasun, Skil-Shimano et Vacansoleil.
| N.      | Code | Équipe                |
| ------- | ---- | --------------------- |
| 1-9     | SKY  | Team Sky              |
| 11-19   | BBO  | BBox Bouygues Telecom |
| 21-29   | RAB  | Rabobank              |
| 31-39   | LAM  | Lampre-Farnese Vini   |
| 41-49   | AST  | Astana                |
| 51-59   | ALM  | AG2R La Mondiale      |
| 61-69   | GCE  | Caisse d'Épargne      |
| 71-79   | COF  | Cofidis               |
| 81-89   | FDJ  | FDJ                   |
| 91-99   | KAT  | Team Katusha          |
| 101-109 | EUS  | Euskaltel-Euskadi     |
| 111-119 | MRM  | Team Milram           |
| 121-129 | THR  | Team HTC-Columbia     |

| N.      | Code | Équipe             |
| ------- | ---- | ------------------ |
| 131-139 | GRM  | Garmin-Transitions |
| 141-149 | LIQ  | Liquigas-Doimo     |
| 151-159 | QST  | Quick Step         |
| 161-169 | FOT  | Footon-Servetto    |
| 171-179 | RSH  | Team RadioShack    |
| 181-189 | SAX  | Team Saxo Bank     |
| 191-199 | OLO  | Omega Pharma-Lotto |
| 201-209 | BMC  | BMC Racing Team    |
| 211-219 | CTT  | Cervélo TestTeam   |
| 221-229 | SAU  | Saur-Sojasun       |
| 231-239 | VAC  | Vacansoleil        |
| 241-249 | SKS  | Skil-Shimano       |

## Récit de la course
Une longue échappée de 8 coureurs part dès les premiers kilomètres de course. Cette échappée qui compte jusqu'à 13 minutes d'avance va faire plus de 200 kilomètres devant. Christophe Moreau dont c'est la dernière course s'échappe en compagnie de plusieurs favoris. Ce groupe va compter jusqu'à 1 minute d'avance mais le peloton ne les laissent pas partir. Après une tentative de Laurent Mangel parti dans la première échappée puis une ultime tentative de Daniel Martin dans la côte de Ty-Marrec, c'est un peloton d'une cinquantaine de coureurs qui se dispute le sprint final. C'est finalement l'Australien Matthew Goss qui s'impose et succède à son compatriote Simon Gerrans.

## Classement final
|    | Cycliste           | Pays       | Équipe              |    | Temps           | Points UCI |
| -- | ------------------ | ---------- | ------------------- | -- | --------------- | ---------- |
| 1  | Matthew Goss       | Australie  | Team HTC-Columbia   | en | 6 h 37 min 53 s | 80         |
| 2  | Tyler Farrar       | États-Unis | Garmin-Transitions  |    | m.t             | 60         |
| 3  | Yoann Offredo      | France     | FDJ                 |    | m.t             | 50         |
| 4  | Leonardo Duque     | Colombie   | Cofidis             |    | m.t             | 40         |
| 5  | José Joaquín Rojas | Espagne    | Caisse d'Épargne    |    | m.t             | 30         |
| 6  | Mauro Santambrogio | Italie     | BMC Racing Team     |    | m.t             | 22         |
| 7  | Peter Sagan        | Slovaquie  | Liquigas-Doimo      |    | m.t             | 14         |
| 8  | Francesco Gavazzi  | Italie     | Lampre-Farnese Vini |    | m.t             | 10         |
| 9  | Marco Marcato      | Italie     | Vacansoleil         |    | m.t             | 6          |
| 10 | Romain Feillu      | France     | Vacansoleil         |    | m.t             | 2          |